# 蘆野胤恭
蘆野 胤恭（あしの たねやす、宝暦10年（1760年） - 天保3年閏11月18日（1833年1月8日））は、江戸時代後期の仏師。江戸時代中期の儒学者で仙台藩士の蘆野東山の甥。通称は正太郎。

## 経歴・人物
陸奥磐井郡渋民村出身の人物。天明7年（1787年）より朝廷に仕え、仁和寺の仕事に従事し、法眼の称号を授かった。